# Гаворано
Гаворано (итал. Gavorrano) је насеље у Италији у округу Гросето, региону Тоскана.
Према процени из 2011. у насељу је живело 742 становника. Насеље се налази на надморској висини од 262 м.

## Становништво
| 1936.  | 1951.  | 1961.  | 1971. | 1981. | 1991. | 2001. | 2011. |
| ------ | ------ | ------ | ----- | ----- | ----- | ----- | ----- |
| 11.066 | 12.974 | 11.740 | 8.478 | 7.828 | 7.951 | 8.193 | 8.660 |